# Hauptstraße 310 (Königswinter)

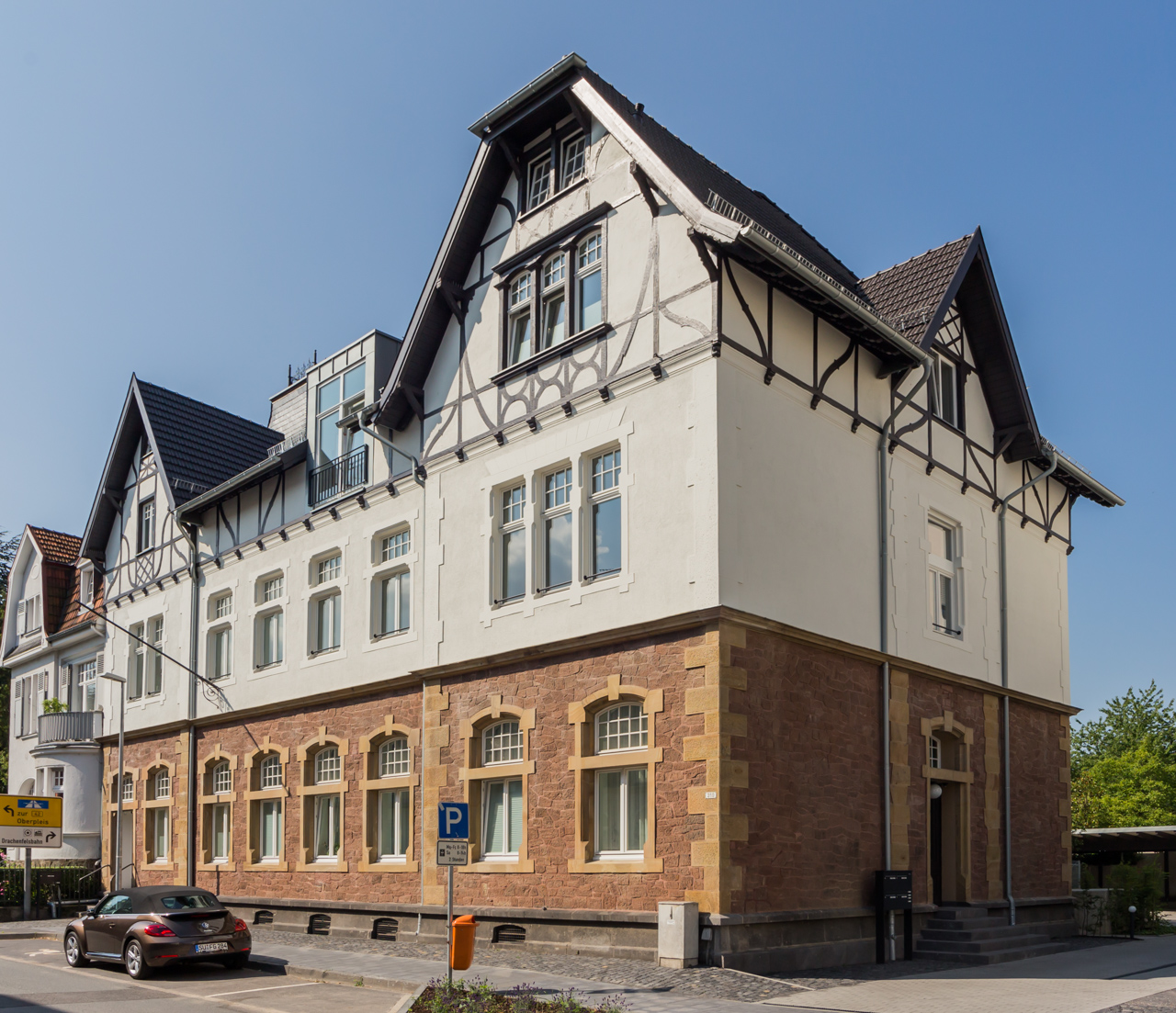
Ehemaliges Postamt, Hauptstraße 310 (2014)

Das Gebäude Hauptstraße 310 ist ein Wohngebäude in Königswinter, einer Stadt im nordrhein-westfälischen Rhein-Sieg-Kreis, das 1902 als Postamt errichtet wurde. Es steht als Baudenkmal unter Denkmalschutz.

## Geschichte
Das Gebäude entstand als ein sogenanntes Mietpostgebäude, das ein Privatunternehmen nach Plänen und Vorgaben der Reichspost errichtete und langfristig an diese vermietete. Am 1. Mai 1903 wurden die Diensträume des Postamts im neuen Gebäude in Betrieb genommen. 1914 ging es in Staatseigentum über. Im Zuge der Ruhreinbruchs wurde das Postamt im April 1923 von marokkanischen Soldaten unter französischem Kommando besetzt und der Dienstbetrieb unterbrochen. Anfang August konnte er eingeschränkt wiederaufgenommen werden, bis bewaffnete Separatisten am 25. Oktober 1923 das Postamt erneut zeitweilig besetzten. Im Zweiten Weltkrieg wurden die Fenster und das Dach des Gebäudes bei dem Bombenangriff auf Königswinter am 22. April 1944 erheblich beschädigt.
Anfang 1970 wurde auf dem 2.900 m² großen Grundstück ein anstelle des früheren Katasteramtes neu erbautes Fernmeldezentrum in Betrieb genommen. Am 26. Oktober 2004 wurde das Postamt geschlossen und durch eine Agentur an anderem Standort ersetzt. Eine Immobiliengesellschaft erwarb die Liegenschaft, die auf dem Grundstück von Sommer 2010 bis 2013 unter Abbruch des früheren Fernmeldeamtes zwei Mehrfamilienhäuser sowie vier „Stadthäuser“ errichten und in dem Gebäude des ehemaligen Postamts fünf Wohnungen einrichten ließ.
Die Eintragung des Gebäudes in die Denkmalliste der Stadt Königswinter erfolgte am 20. Dezember 2012.

## Architektur
Das Gebäude des ehemaligen Postamts ist ein zweigeschossiger langgestreckter Bau mit ausgebautem Dach. Es enthielt ursprünglich im Erdgeschoss die Posträume und im Ober- und Dachgeschoss Wohnungen. Die Seitenachsen des Gebäudes sind leicht vorgezogen und übergiebelt. Das Erdgeschoss besitzt eine Grauwackeverkleidung und Fenster mit Sandsteinrahmung, das Ober- und das Dachgeschoss sind in Fachwerk ausgeführt. Die Inschrift Postamt war am Obergeschoss angebracht und ist heute nicht erhalten. Das Gebäude grenzt südlich unmittelbar an ein um 1912 erbautes Wohnhaus an der Ecke Wolfgang-Müller-Straße an.

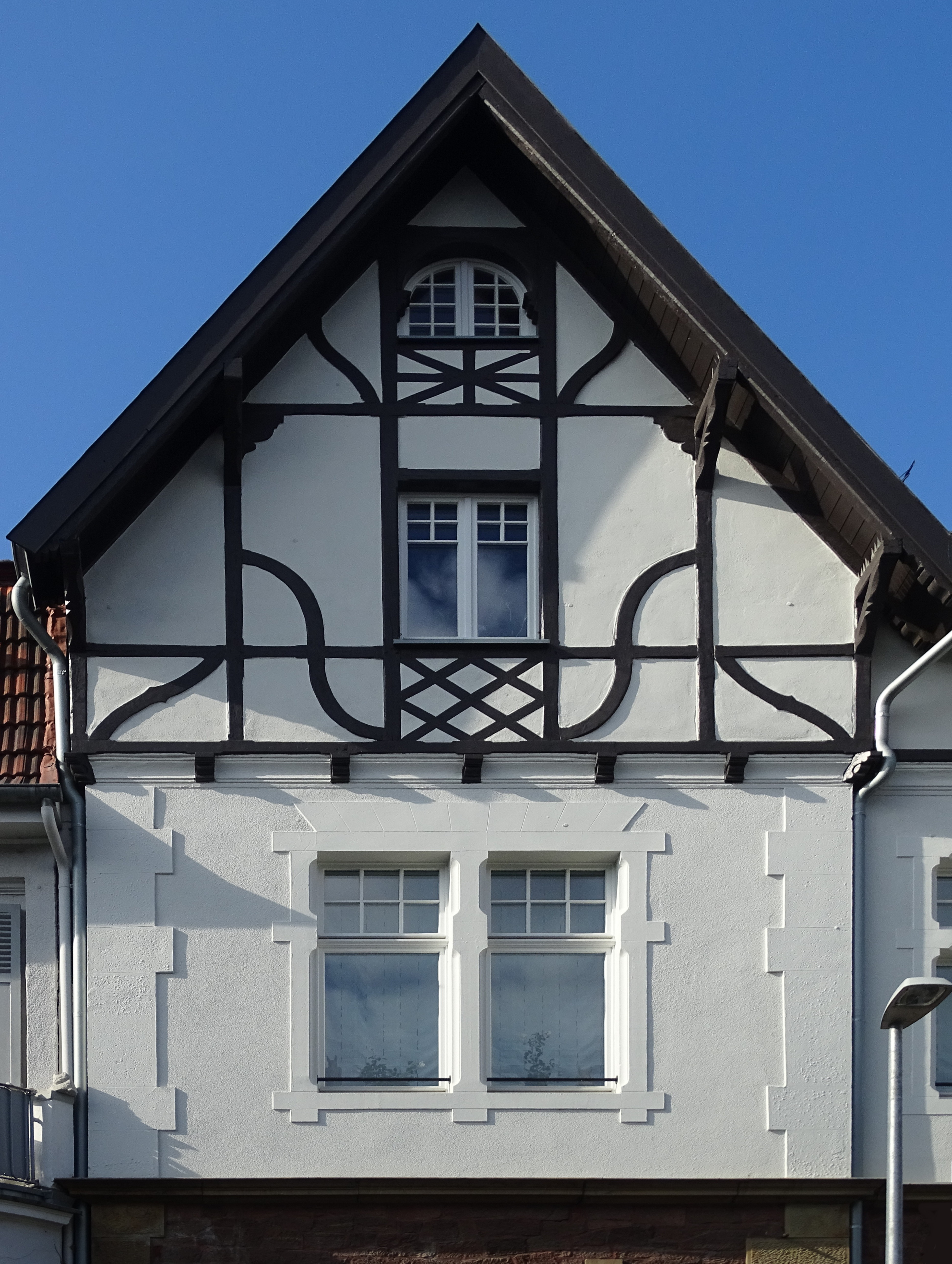
Fachwerkgiebel
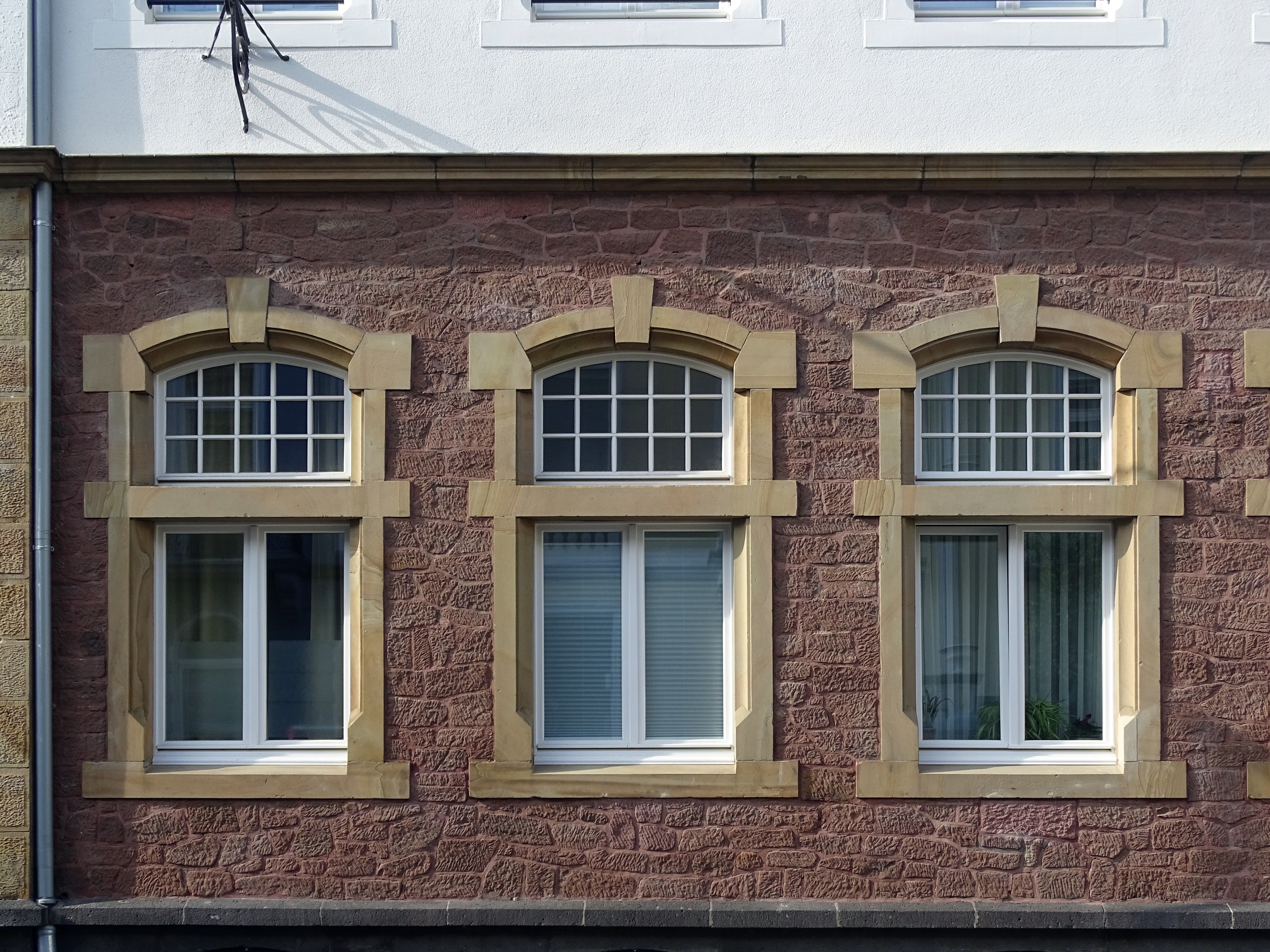
Erdgeschoss